# Ostrów (powiat ropczycko-sędziszowski)
Ostrów (Ostrów Wojtarski) – wieś w Polsce położona w województwie podkarpackim, w powiecie ropczycko-sędziszowskim, w gminie Ostrów.
W latach 1975–1998 wieś należała administracyjnie do województwa rzeszowskiego.
Miejscowość jest siedzibą gminy Ostrów.

## Integralne części wsi
| SIMC    | Nazwa     | Rodzaj     |
| ------- | --------- | ---------- |
| 0658231 | Anastazów | część wsi  |
| 1043141 | Jachimów  | przysiółek |
| 0658277 | Kozia     | przysiółek |
| 0658283 | Ocieszyn  | przysiółek |
| 0658248 | Rędziny   | część wsi  |
| 0658290 | Wiktorzec | przysiółek |
| 0658254 | Zagrody   | część wsi  |
| 0658260 | Zarzecze  | część wsi  |

## Zabytki
Według rejestru zabytków NID na listę zabytków wpisany jest drewniany kościół parafialny pw. NMP Królowej Polski z 1923 i 1954-55 oraz dzwonnica z 1957, nr rej.: A-190 z 16.02.2007.
Kościół jest siedzibą parafii Najświętszej Maryi Panny Królowej Polski. Świątynia o konstrukcji zrębowej jest wykonana z drewnianych bali, szalowana deskami i pokryta blachą. Wewnątrz znajdują się trzy neogotyckie, drewniane ołtarze, ambona późnobarokowa z połowy XVIII wieku pochodząca z Lubziny i prospekt organowy z początków XIX stulecia, przywieziony z kościoła kapucynów w Sędziszowie Małopolskim.
Murowana dzwonnica w kształcie potrójnej arkady mieści trzy dzwony: największy o imieniu Maryja odlany w 1937 i dwa mniejsze o imionach Józef i Franciszek odlane w 1957 r.

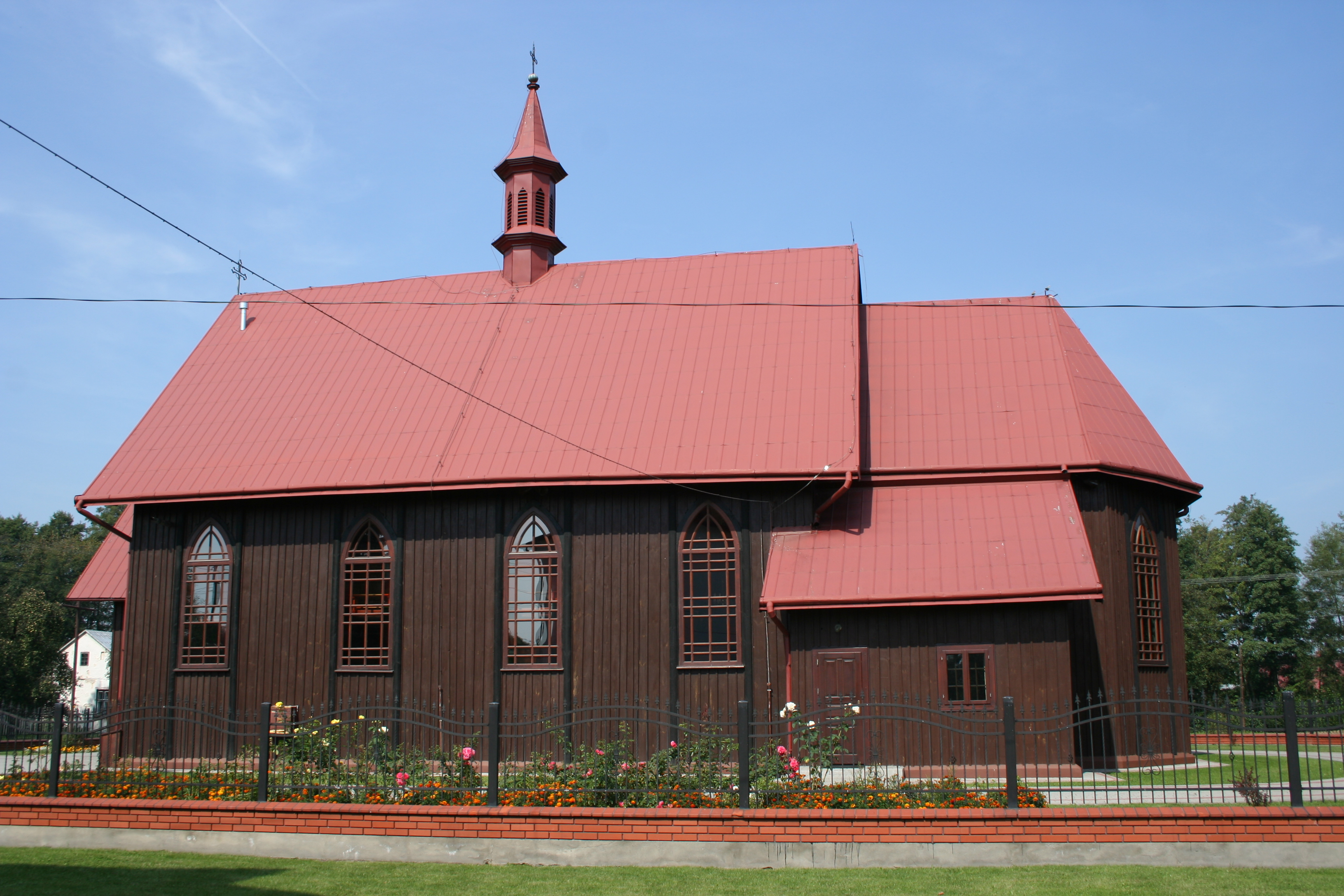
Kościół – widok z boku
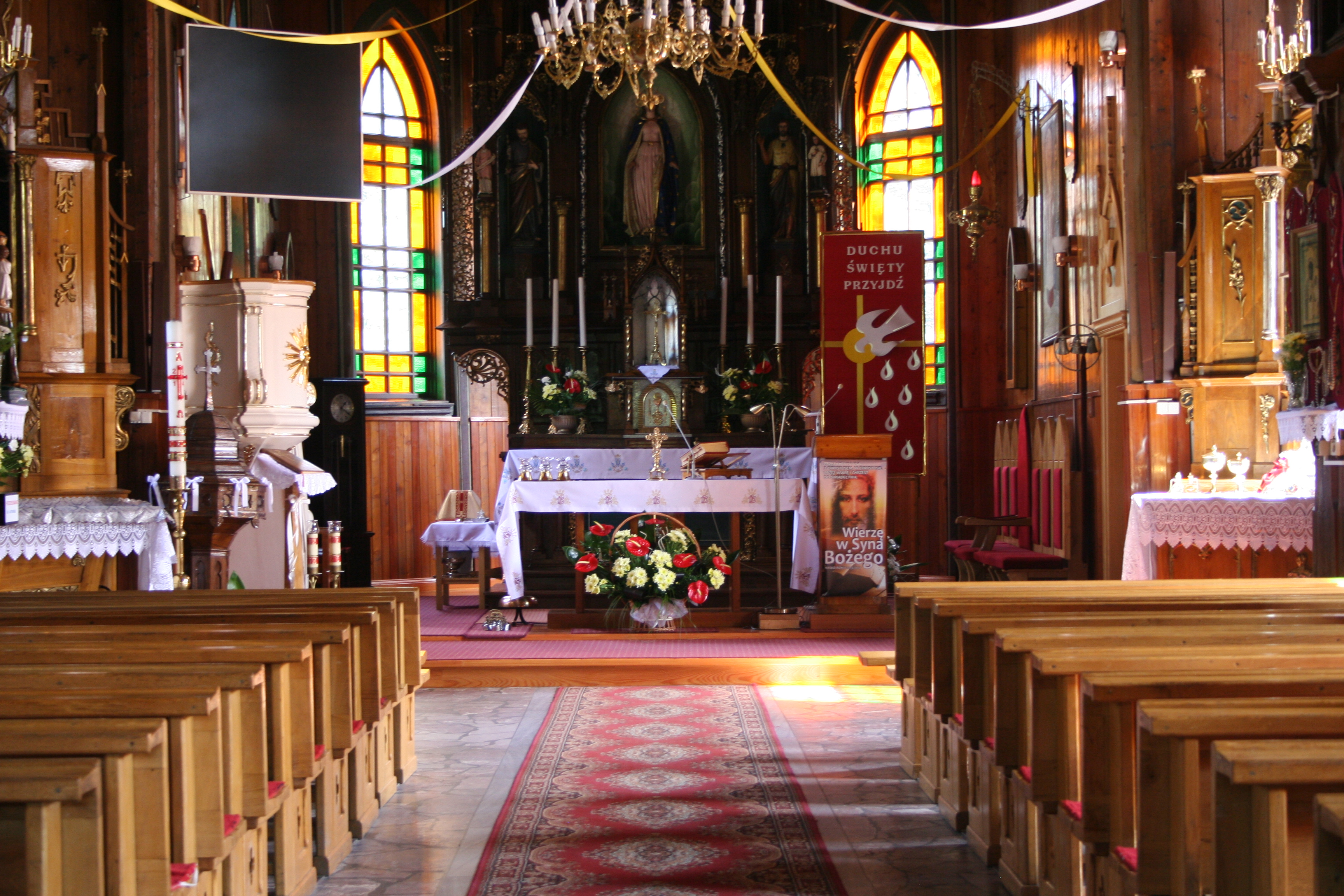
Wnętrze kościoła
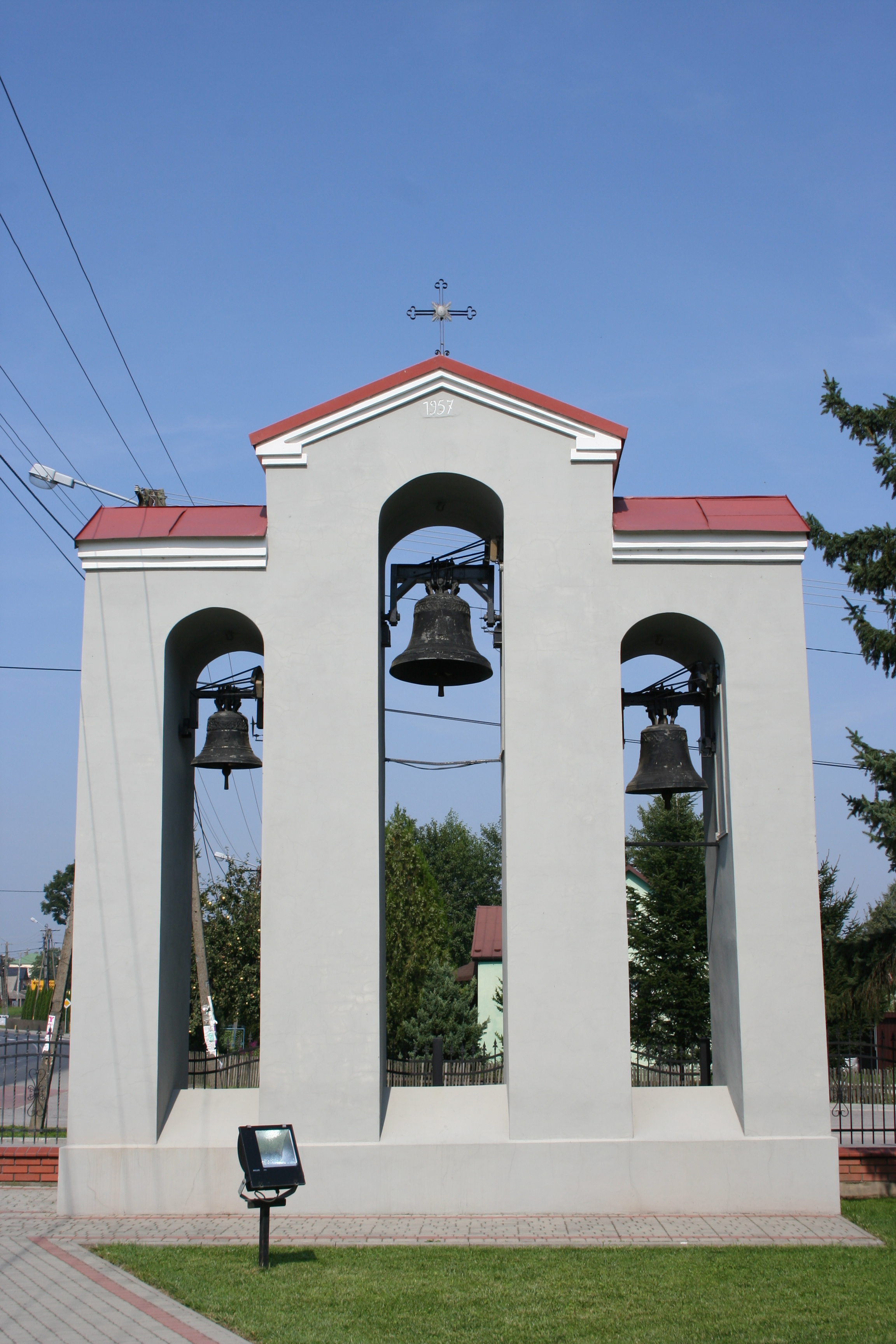
Dzwonnica